# آبشار مینرال اسپرینگ
آبشار مینرال اسپرینگ (به انگلیسی: Mineral Springs Falls) آبشاری است که در همیلتون (انتاریو)، کانادا واقع شده و ارتفاع کلی ریزشگاه آن ۳ متر (۹٫۸ فوت) است.